# Ina Scholten-van Heek
Ina Scholten-van Heek (Enschede, 4 mei 1868 – aldaar, 17 januari 1944) was een Nederlandse schilderes.

## Leven en werk
Van Heek was lid van de familie van textielfabrikanten Van Heek en een dochter van Herman van Heek (1816-1882) en Gijsberta ter Kuile (1834-1910). Ze trouwde in 1891 met de fabrikant Jan Fredrik Scholten (1867-1943).
Van Heek werd opgeleid aan de Haarlemse School voor Kunstnijverheid onder Martin Monnickendam, ze kreeg ook lessen van Eduard Frankfort en leerde aquarelleren van Hendrik Maarten Krabbé. Ze schilderde onder meer genrevoorstellingen, landschappen en stillevens.
De schilderes was lid van de kunstenaarsvereniging Arti et Amicitiae, mede-oprichter (1901) en bestuurslid van het Kunstgenootschap in Enschede en lid van de in 1934 opgerichte Twentsche Kunstkring. Ze overleed in 1944, op 75-jarige leeftijd.